# Joan Holland
Joan Holland, född 1350, död 1384, var en hertiginna av Bretagne genom sitt äktenskap med hertig Johan V av Bretagne. Hon var dotter till Thomas Holland och grevinnan Joan av Kent och på moderns sida barnbarnsbarn till kung Edvard I av England. 

## Biografi
Joans far var Johan V:s ståthållare i Bretagne 1354, och äktenskapet arrangerades sedan Johans första hustru Mary av Waltham, som också varit medlem av engelska kungahuset, hade dött. Vigseln ägde rum 1366. Joan kallades Englands vackraste kvinna. Året efter bröllopet ska hennes kärlekförhållande med makens vän och anhängare Olivier de Clisson ha lett till en brytning mellan männen och att Clisson övergav Johan och anslöt sig till Frankrike. År 1372 lyckades fransmännen i Joans bagage få tag på en fördrag mellan Bretagne och England där Bretagne förklarade sig vara Englands vasallstat, något som ledde till att Johan tvingades fly till England året därpå. Joan dog barnlös och Johan gifte därför om sig för att kunna avla tronarvingar.   